# Virgil Ani
Virgil Ani (Bucarest, 16 de març de 1934 - Barcelona, 14 de març de 2023) fou un professor, traductor i especialista en Dante romanès, establert definitivament a Barcelona des de 1994. Es va llicenciar en Llengües romanicogermàniques (especialitat en Llengua i literatura italiana) a la Universitat de Bucarest. Des de 1992 va impartir classes de romanès a la Facultat de Filologia de la Universitat de Barcelona, primer en forma d'activitat extracurricular i des de 1994 com a assignatura de grau. Va col·laborar, en qualitat de professor visitant, amb les universitats de Lleida, Girona i amb la Ramon Llull, en les quals va impartir cursos de llengua i literatura tant romaneses com italianes. Malgrat la seva jubilació acadèmica, esdevinguda l'any 2004, continuà impartint, desinteressadament, els cursos de Lectura Dantis i de Romanès per a oients a la UB.
Fou president electe de la Societat "Dante Alighieri" de Romania, així com de la "Societat romanesocatalana Ramon Llull", dins la qual va maldar de difondre tant la cultura romanesa a Catalunya com la catalana a Romania a través de diverses traduccions elaborades en el marc d'un obrador traductològic, creat per ell mateix al Departament de Filologia Romànica de la UB.
Va ser guardonat amb la Creu de Sant Jordi l'any 2019 “Per la seva valuosa tasca d'agermanament entre la cultura catalana i la romanesa”.

## Obres destacades
- Traducció al romanès dels contes de Mercè Rodoreda Aquella paret, aquella mimosa (Acel zid, acea mimoză) i La gallina de Guinea (Găina), dins Meandre, proză universală contemporană. Bucarest: Astra, 1988.
- Invitació al ridícul. Traducció de l'assaig Invitație la ridicol de Mircea Eliade. In: Funàmbula. Revista interdisciplinària núm. 0, 1998 (amb Joan Fontana, Joan-Maria Jaime i Àlex Pérez). Reedició: núm. 1 (1998-1999) de l'esmentada revista.
- Traducció de set poesies de Marin Sorescu. In: Funàmbula. Revista interdisciplinària núm. 2, 1999 (amb Joan Fontana, Joan-Maria Jaime i Àlex Pérez).
- Observacions de sentit comú sobre la cultura. Traducció de l'assaig Observații de bun simț asupra culturii de Mihai Ralea. In: Comprendre: revista catalana de filosofia 1, 2003 (amb Gemma Cervera, Joan-Maria Jaime i Joan Lloret).
- El romanès. Estudi comparatiu entre la gramàtica del català i la del romanès. Barcelona: Generalitat de Catalunya, 2005 (amb Xavier Lamuela).
- Diccionario român – spaniol / español – rumano (amb Joan Fontana i Cătălina Lupu). Barcelona: Herder, 2011.
- El crepuscle dels pensaments. Traducció al català d'Amurgul gândurilor d'Emil Cioran (amb Joan Fontana, Gemma Cervera, Teresa Suñol i Federico Ferreres). Barcelona: Viena, 2017.,[3][4]